# Bob Stapleton
Pour les articles homonymes, voir Stapleton.
Bob Stapleton (de son vrai nom Robert B. Stapleton), né le 1er avril 1958 à Riverside, en Californie, est un homme d'affaires américain. Sa fortune est estimée par le magazine Forbes à un milliard de dollars.
Ancien cofondateur et dirigeant de la société Voicestream Wireless, devenue T-Mobile USA, Bob Stapleton intègre le monde du cyclisme en fondant l'équipe cycliste féminine T-Mobile en 2003. Puis en devenant le directeur en 2004 via la société High Road Sport Inc. dont il est le propriétaire,.
En réaction aux affaires de dopage impliquant l'équipe cycliste masculine T-Mobile, le sponsor principal T-Mobile décide en 2006 de cesser sa collaboration avec son manager Olaf Ludwig, et d'en confier les rênes à Bob Stapleton. Après la fin du sponsoring de T-Mobile, les deux équipes ont pris le nom de Team High Road puis Columbia en 2008. Le 4 août 2011, Bob Stapleton annonce la dissolution de l'équipe HTC Highroad à la fin de la saison 2011. Il explique qu'aucun nouveau sponsor potentiel disposé à soutenir l'équipe à son niveau actuel n'a été trouvé. L'ancien sponsor principal, HTC, a mis fin à son engagement en fin d'année. Au total elle reste comme l'une des équipes cyclistes les plus titrées, avec plus de 600 victoires professionnelles entre 2007 et 2011.
Il a été PDG de World Triathlon Corporation, puis a été huit ans membre du conseil d'administration de l'USA Cycling. Depuis 2014, il est président de l'USA Cycling.. Il est également membre du conseil d'administration de l'Union cycliste internationale et est président du Comité pour le contrôle de la fraude technique (« moteur dopage »).